# The Ceilidh Album
The Ceilidh Album è un album a nome di Dave Swarbrick & Friends, pubblicato dall'etichetta discografica Sonet Records nel 1978.

## Tracce

### LP
Lato A (SNTF 764A)
1. Merry Boys of Greenland / Olifiord Jack / Willafiord – 3:04 (Tradizionale, arrangiamento di Dave Swarbrick)
2. Antarctic Ice (MacPhersons' Lament) – 3:25 (Tradizionale, arrangiamento di Dave Swarbrick)
3. The Humors of Cappa / Swallow's Tail – 3:24 (Tradizionale, arrangiamento di Dave Swarbrick)
4. The Reel of the Burnt Potato – 1:50 (Tradizionale, arrangiamento di Dave Swarbrick)
5. Spanish Ladies / Leather Away the Wattle O / Mist on the Bog / Salmon Tails Up the River – 4:48 (Tradizionale, arrangiamento di Dave Swarbrick)

Lato B (SNTF 764B)
1. Shepherd's Hey (Badby) / I'll Go and Enlist for a Sailor (Sherbourne) / Cuckoo's Nest (Sherbourne) / Monk's March (Sherbourne) – 3:50 (Tradizionale, arrangiamento di Beryl Marriott)
2. The Flowers of Edinburgh / New Rigged Ship / Nine Pint Coggie – 3:14 (Tradizionale, arrangiamento di Dave Swarbrick)
3. The Rights of Man / The Shan Van Vocht / Harvest Home – 3:56 (Tradizionale, arrangiamento di Dave Swarbrick)
4. Lea Rigges / Dovecote Park / Balquidder Lassies / Lea Rigges – 5:17 (Tradizionale, arrangiamento di Dave Swarbrick)

## Musicisti
- Dave Swarbrick - fiddle
- Beryl Marriott - piano
- Roger Marriott - melodeon, flauto
- Alan Robertson - accordion
- Bruce Rowland - batteria
- Dave Pegg - basso
- Simon Nicol - chitarra, basso

Note aggiuntive
- Simon Nicol - produttore
- Registrazioni effettuate al Livingston Studios di Londra (Inghilterra)
- Nick Kinsey - ingegnere delle registrazioni
- Bob Wagner - illustrazione copertina album originale
- Chris M. O. - layout
- Ken Hunt - note retrocopertina album originale [1]